# Lacu Sinaia, Buzău
Lacu Sinaia este un sat în comuna Amaru din județul Buzău, Muntenia, România.